# Heydenia longicollis
Heydenia longicollis är en stekelart som först beskrevs av Peter Cameron 1912.
Heydenia longicollis ingår i släktet Heydenia och familjen puppglanssteklar. Inga underarter finns listade i Catalogue of Life.